# Otrokovice (stacja kolejowa)
Otrokovice – stacja kolejowa w Otrokovicach, w kraju zlińskim, w Czechach. Jest ważnym węzłem kolejowym o znaczeniu regionalnym. Znajduje się na wysokości 190 m n.p.m.
Na stacji istnieje możliwość zakupu biletów na wszystkiego rodzaju pociągi oraz rezerwacji miejsc. 

## Linie kolejowe
- 330 Přerov - Břeclav
- 331 Otrokovice - Vizovice